# Zatorze-Kolonia
Zatorze-Kolonia [zaˈtɔʐɛ kɔˈlɔɲa] là một khu định cư ở khu hành chính của Gmina Biała Piska, thuộc huyện Piski, Warmińsko-Mazurskie, ở miền bắc Ba Lan.
Trước năm 1945, khu vực này là một phần của Đức (Đông Phổ).